# Il pifferaio (Strozzi)
Il pifferaio è un dipinto del pittore genovese Bernardo Strozzi realizzato a olio su tela e conservato a Genova nei Musei di Strada Nuova (Palazzo Rosso).

## Storia
La tela è documentata dal 1684 nei beni di Gio. Francesco I Brignole-Sale (1643-1694) e fu commissionata credibilmente da suo padre, Anton Giulio I, o dal nonno: Gio. Francesco Brignole. La collocazione dell’opera nella quadreria al secondo piano nobile della dimora familiare a Palazzo Rosso comportò un ingrandimento della tela che venne riportata alle dimensioni originali durante il restauro effettuato nel 1959.  Nel 1717 il dipinto fu elencato nell'inventario di divisione dei beni tra Gio. Francesco II e suo fratello Gio. Giacomo, e venne assegnato al primo. A seguito delle vicende ereditarie entrò in possesso di Maria Brignole-Sale De Ferrari che lo donò nel 1874 al Comune di Genova. Nel 1995 si è proceduto ad una nuova verniciatura e ad analisi riflettografiche che hanno dimostrato come il piffero abbozzato inizialmente fosse lievemente più corto: l’allungamento sembrerebbe credibilmente realizzato per ottenere una maggiore profondità di campo.

## Descrizione
Esistono diverse versioni dello stesso tema, ma l'opera di Palazzo Rosso divenne la più conosciuta poiché già dal XVIII secolo la collezione Brignole-Sale risultava rinomata fra viaggiatori ed esperti del settore. La principale caratteristica del pifferaio, attribuito con certezza allo Strozzi, è l'uso del colore e la chiara influenza della scuola fiamminga, ampiamente presente nel panorama genovese dell'epoca. Tipicamente nordica è infatti la scelta di un soggetto di genere, oltre che l'uso del chiaroscuro, la resa minuziosa dei dettagli e l'impiego di una cromia densa e corposa.  Date le similitudini stilistiche e iconografiche con La cuoca (anch'essa nella collezione Brignole-Sale) l'opera è datato intorno al 1624, un periodo molto prolifico dello Strozzi, che grazie alla protezione del mecenate Gio. Carlo Doria poté frequentare un ambiente intellettuale, laico e variegato che lo spinse a cimentarsi nella pittura di genere.